# Міддлтаун (Вірджинія)
Міддлтаун (англ. Middletown) — місто (англ. town) в США, в окрузі Фредерік штату Вірджинія. Населення — 1355 осіб (2020).

## Географія
Міддлтаун розташований за координатами 39°1′45″ пн. ш. 78°16′40″ зх. д. / 39.02917° пн. ш. 78.27778° зх. д. (39.029093, -78.277780).  За даними Бюро перепису населення США в 2010 році місто мало площу 2,03 км², з яких 2,01 км² — суходіл та 0,02 км² — водойми.

## Демографія
Згідно з переписом 2010 року, у місті мешкало 1265 осіб у 508 домогосподарствах у складі 332 родин. Густота населення становила 624 особи/км².  Було 556 помешкань (274/км²).
Расовий склад населення:
| - 89,6 % — білих - 5,8 % — чорних або афроамериканців - 0,5 % — азіатів - 0,2 % — вихідців з тихоокеанських островів - 0,2 % — корінних американців - 1,4 % — осіб інших рас |

До двох чи більше рас належало 2,4 %. Частка іспаномовних становила 3,7 % від усіх жителів.
За віковим діапазоном населення розподілялося таким чином: 27,3 % — особи молодші 18 років, 62,8 % — особи у віці 18—64 років, 9,9 % — особи у віці 65 років та старші. Медіана віку мешканця становила 35,0 року. На 100 осіб жіночої статі у місті припадало 91,1 чоловіків;  на 100 жінок у віці від 18 років та старших — 90,1 чоловіків також старших 18 років.
Середній дохід на одне домашнє господарство  становив 66 884 долари США (медіана — 60 625), а середній дохід на одну сім'ю — 75 457 доларів (медіана — 70 096). Медіана доходів становила 41 346 доларів для чоловіків та 37 917 доларів для жінок. За межею бідності перебувало 10,3 % осіб, у тому числі 10,1 % дітей у віці до 18 років та 3,6 % осіб у віці 65 років та старших.
Цивільне працевлаштоване населення становило 798 осіб. Основні галузі зайнятості: освіта, охорона здоров'я та соціальна допомога — 25,2 %, роздрібна торгівля — 14,9 %, науковці, спеціалісти, менеджери — 13,3 %.